# Titani(III) nitride
Titani(III) nitride là một vật liệu gốm rất cứng, thường được sử dụng làm chất phủ trên các hợp kim titan, thép, carbide và nhôm để cải thiện tính chất bề mặt của chất nền. Công thức hóa học của hợp chất này là TiN. Hợp chất được sử dụng như một lớp phủ mỏng, được sử dụng để làm cứng và bảo vệ bề mặt cắt và bề mặt trượt, và cũng thường được sử dụng với mục đích trang trí (do màu sắc cảm qua bên ngoài của nó có màu giống như vàng) và cũng được sử dụng làm lớp phủ không độc hại cho ngành y tế cấy ghép. Trong hầu hết các ứng dụng, lớp phủ có độ dày dưới 5 µm (0,0002 in) được cho phép.

## Sử dụng

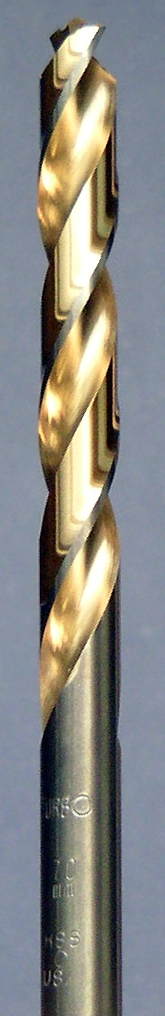
Mũi khoan TiN

Một ứng dụng quan trọng của lớp phủ titani(III) nitride là có tác dụng giữ cạnh và chống ăn mòn trên các máy công cụ, chẳng hạn như máy khoan và máy phay cắt, và thường giúp cải thiện chất lượng, kéo dài vòng đời công cụ.

## Tồn tại trong tự nhiên
Osbornit là một dạng tự nhiên rất hiếm của hợp chất titan(III) nitride và thường được tìm thấy phần lớn chất này trong các thiên thạch.